# Novocrania hawaiiensis
Novocrania hawaiiensis är en armfotingsart som först beskrevs av Dall 1920.  Novocrania hawaiiensis ingår i släktet Novocrania och familjen Craniidae. Inga underarter finns listade i Catalogue of Life.